# Angelomo de Luxeuil
Angelomo de Luxeuil (em latim: Angelomus Lexoviensis; m. c. 895) foi um monge beneditino de Luxeuil, no Franco-Condado, e um comentarista da Bíblia. Suas obras revelam a influência de Alcuíno e a utilização das obras de Pseudo-Jerônimo.
Era um protegido de Lotário I e escreveu comentários sobre o Gênesis e o Cântico dos Cânticos.